# Adalberto Paulo da Silva
Adalberto Paulo da Silva (ur. 25 stycznia 1929 w Sambaíba, zm. 30 lipca 2025 w Fortaleza) – brazylijski duchowny rzymskokatolicki, w latach 1995-2004 biskup pomocniczy Fortalezy.

## Życiorys
Święcenia kapłańskie przyjął 8 grudnia 1956. 3 kwietnia 1975 został prekonizowany biskupem Viana. Sakrę biskupią otrzymał 3 sierpnia 1975. 24 maja 1995 został mianowany biskupem pomocniczym Fortalezy ze stolicą tytularną Capsa. 24 marca 2004 przeszedł na emeryturę.